# Moritz Tittel
Moritz Tittel (Munchen, 23 augustus 1977), is een Duits acteur. Hij vergaarde vooral bekendheid met zijn rol als Moritz van Norden in de televisieserie Sturm der Liebe.
Tittel is getrouwd met de actrice Gisela Aderhold.

## Filmografie

### Films
- 2001: Goebbels und Geduldig
- 2001: Tatort – Der Präsident
- 2012: Was du nicht siehst… I spy with my little eye (kortfilm)
- 2013: Over Lunch
- 2015: Kleine Ziege, sturer Bock
- 2016: Rosamunde Pilcher – Schutzengel

### Televisie
- 2011–2013, 2015, 2018: Sturm der Liebe (359 afl.)[2]
- 2014: Die Garmisch Cops (af. 8, seizoen 2)
- 2014: Alles was zählt
- 2014: Die Rosenheim-Cops (afl. 21, seizoen 14)
- 2014: Weißblaue Geschichten
- 2015: Gute Zeiten, schlechte Zeiten
- 2017: Hubert und Staller (1 afl.)
- 2018: Der Alte
- 2020: Ballouz